# 39. Międzynarodowy Festiwal Filmowy w Wenecji
39. Międzynarodowy Festiwal Filmowy w Wenecji odbył się w dniach 28 sierpnia – 2 września 1982 roku.
Jury pod przewodnictwem francuskiego reżysera Marcela Carné przyznało nagrodę główną festiwalu, Złotego Lwa, niemieckiemu filmowi Stan rzeczy w reżyserii Wima Wendersa. Drugą nagrodę w konkursie głównym, Nagrodę Specjalną Jury, przyznano polskiemu filmowi Imperatyw w reżyserii Krzysztofa Zanussiego.

## Członkowie jury

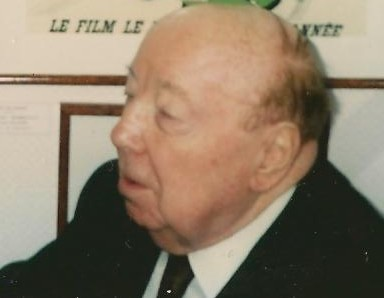
Przewodniczący jury konkursu głównego Marcel Carné

### Konkurs główny
- Marcel Carné, francuski reżyser − przewodniczący jury[2]
- Luis García Berlanga, hiszpański reżyser
- Mario Monicelli, włoski reżyser
- Gillo Pontecorvo, włoski reżyser
- Satyajit Ray, indyjski reżyser
- Andriej Tarkowski, rosyjski reżyser
- Valerio Zurlini, włoski reżyser